# Struthiola ericoides
Struthiola ericoides är en tibastväxtart som beskrevs av Charles Henry Wright. Struthiola ericoides ingår i släktet Struthiola och familjen tibastväxter. Inga underarter finns listade i Catalogue of Life.